# デジキューブ
株式会社デジキューブ （英: DigiCube Co., Ltd.）は、かつて存在した日本のゲームソフトウェア会社。
1996年2月、コンビニエンスストアにおけるエンターテイメントソフトの販売を主たる目的としてスクウェアが設立した。スクウェアのゲームソフトのサウンドトラックCDや「アルティマニア」など、攻略本の出版事業、オリジナルのゲームタイトル発売も行っていた。後に、旧エニックス、ナムコ、カプコン、カルチュア・コンビニエンス・クラブ等も出資した。
社名の由来は、デジタルとスクウェア（四角形）の多角化（立方体）である。

## 沿革
1996年
- 2月6日 - 株式会社デジキューブ設立、本社は東京都渋谷区恵比寿
- 4月 - コンビニエンスストア店舗内での商品情報提供を目的として、委託放送業務認定を取得

1997年
- 1月 - ゲーム関連書籍の制作及び販売を開始

1998年
- 7月28日 - 日本証券業協会に店頭登録[1]
- 12月14日 - 本社を広尾に移転

2000年
- 4月5日 - 本社が銃撃される事件が発生[2][3]
- 6月19日 - ナスダック・ジャパン（現大証ヘラクレス）市場に上場

2002年
- 5月 - カルチュア・コンビニエンス・クラブなどを引受先にする第三者割当増資を行う[4]

2003年
- 7月1日 - 本社を大井に移転
- 11月26日 - 東京地裁に自己破産を申請、負債総額95億円（ヘラクレス上場企業初の倒産）

2006年
- 4月25日 - 破産手続終結

## 事業内容・倒産
ソフト媒体の生産コストが大幅に下がったことを利用し、販売店（主にコンビニ）からの返品を受け入れる制度を取り入れていた。一方でソフトの値引きを行わず、定価での販売を原則とした。
デジキューブでは「コンビニはPOSシステムが整備されているため、高い精度でソフトの実需要を捕捉することが可能で、売れ残り本数を従来に比べ大幅に減らせる」としていた。
コンビニ店頭の端末へCS放送（スカイパーフェクTV!）によるゲームソフトのPR映像などを配信する「デジキューブチャンネル」の放送も行っていた。ゲームソフト以外にも、グラビアDVD、音楽CD、パソコンソフト販売を行っていた。2000年には、同年に事業停止したアクセラからゲーム雑誌『PlayOnline』の発行を引き継いでいる（2001年3月休刊）。
1999年にはコンビニに設置した端末（マルチメディアステーション）による音楽などの配信を行う「キオスク端末事業」へ参入するが、黒字転換することなく2001年に撤退、約19億円もの損失を出す。さらに2000年に三和銀行との合弁でコンビニATM事業会社「ミックスキューブ」を設立するも、三和銀行がアイワイバンク銀行（現・セブン銀行）のATM網を利用する方針に転換したことから清算を余儀なくされるなど、周辺状況も悪化。POSシステムによって不人気ソフトを特定して仕入及び返品を抑えることも期待されていたが、食品や日用品には効力を発揮するPOSシステムではゲームの需要を読みにくいことが判明し、結果的に売れ残りソフトの返品が相次いだ。また、この当時スクウェアが任天堂との関係が悪化していたため、任天堂関連のゲームソフトが取り扱えなかったことも大きな痛手となった。これにより2002年3月期には約60億円の損失を出した。
これを受けて、2002年にはカルチュア・コンビニエンス・クラブなどからの第三者割当増資を受けていたが、2004年3月期も約27億円の純損失を出す見通しが明らかになり、債務超過に陥る可能性があったため、事業継続を断念することとなった。
この規模の企業で会社更生手続きを行わず、即清算に踏み切ったのは異例で、破産申請直前の2003年秋には、主要株主のカルチュア・コンビニエンス・クラブや角川ビルシステム、カルチュア・コンビニエンス・クラブ創業家企業らの間で株式の異動が多発しており、経済誌等では一連の経緯を不可解とする報道が相次いだ。
出版事業や音楽ソフト事業は、双方ともスクウェア・エニックスの前身企業である旧エニックス時代からあり、デジキューブとは別に存在することから、デジキューブの廃業までは並立していたが、デジキューブ倒産に伴い絶版となった書籍や廃盤となった音楽CDの多くが同社より再発売されている。その際、ISBNや規格品番もエニックス時代から使われている企業固有コードを先頭としたものに変更された。

## 商品を扱っていたコンビニエンスストア
- セブン-イレブン
- ファミリーマート
- サークルK（現・ファミリーマート）
- サンクス（現・ファミリーマート）
- スリーエフ（2001年より）
- 四国スパー（現・ローソン高知）
- ローソン （一部地域のみ）

## 販売商品
- 兎-野性の闘牌-
- チョコレート♪キッス
- アメリカ横断ウルトラクイズ
- パネルクイズ アタック25
- マリー・エリー・リリーのアトリエ デスクトップアクセサリーズ
- 銀河英雄伝説VI SG
- イースI・IIエターナルストーリー
- ポストペットタイピング 打モモ
- プロ野球シミュレーション ダグアウト'99 （1999年）PlayStation
- 日本プロ麻雀連盟公認 本格プロ麻雀（2001年）PlayStation
- 本格将棋指南（2001年）PlayStation
- 花札&カードゲーム（2002年）PlayStation
- チェス&リバーシ（2002年）PlayStation
- ビリヤード・キング（2002年）PlayStation
- ワールドトーナメント ボウリング（2002年）PlayStation
- エレメンタル ピンボール（2002年）PlayStation
- 栄冠は君に2002 ～甲子園の鼓動～（2002年）PlayStation 2
- もっとゴルフルGOLF（2002年）PlayStation 2
- クイズDEバトル（2002年）PlayStation
- パラダイス カジノ（2002年）PlayStation
- 囲碁を打とう！（2002年）PlayStation
- 二角取りデラックス（2002年）PlayStation
- 牌神3（2002年）PlayStation 2
- Cool Shot 夕川景子のプロフェッショナルビリヤード（2003年） PlayStation 2
- 魁!!クロマティ高校（2003年）PlayStation 2
- プロ野球シミュレーション ダグアウト'03 -the TURNING POINT-（2003年）PlayStation 2
- めざましテレビ 〜10th Anniversary〜 きょうのわんこ（2003年）PlayStation 2
- 極楽雀 PREMIUM（2003年）PlayStation 2